# Gnophos carnea
Gnophos carnea är en fjärilsart som beskrevs av Louis Beethoven Prout 1910. Gnophos carnea ingår i släktet Gnophos och familjen mätare. Inga underarter finns listade i Catalogue of Life.